# Orthoderella
Orthoderella es un género de insectos mantodeos perteneciente a la familia Mantidae. Es originario de América.

## Especies
- Orthoderella deluchii
- Orthoderella ornata